# Église Saint-Vaast de Hondschoote
L’église Saint-Vaast est un édifice religieux catholique de Hondschoote (Nord) en France.

## Historique
Pendant la croisade d'Henri le Despenser, en 1383, les Anglais se sont emparés de la ville. La ville, sans garnison, est incendiée. L'église et la tour sont détruites.
Les églises de la région sont reconstruites après les dévastations de la révolte des Gueux. La tour occidentale a été construite en 1513. Le reste de l'église a été reconstruit après l'incendie de 1582 qui a détruit une église antérieure. Les trois nefs de l'église ont été construites de 1602 à 1620. 
Les sacristies édifiées au chevet datent de 1720. L'église est fermée à l'exercice du culte catholique en 1794. Elle sert de magasin de fourrage pour l'armée.
L'intérieur de l'église est restaurée en 1836. La partie supérieure de la flèche a été démolie par sécurité en 1840 et a été reconstruite en 1848. Les pignons des nefs latérales ont été reconstruits en 1859 par Auguste Outters, architecte à Bergues.
L'église a été entièrement plâtrée au XIXe siècle.

## Protection
L'église a été classée au titre des monuments historiques le 13 septembre 1984.

## Description
L'église de Hondschoote est orientée. L'église reprend un plan très souvent adopté dans la région, celui des églises-halles avec une haute tour placée en façade occidentale. La nef comprend trois vaisseaux de même hauteur. Le vaisseau central est plus long que les vaisseaux latéraux. Les trois vaisseaux sont coupés par deux séries de ponts parallèles qui le transept. La partie nord du transept est saillante alors que la partie sud du transept n'est marquée que par un pignon flanqué d'une tourelle d'escalier se terminant par une pyramide octogonale en maçonnerie de brique avec crochets.
La tour est enclavée dans les nefs latérales qui ont été poursuivies jusqu'à la façade occidentale. Il est probable que la tour était à l'origine dégagée sur ses trois côtés et que les prolongations des nefs latérales soient postérieures à la reconstruction de la nef. La tour a un plan carré. Elle est épaulée à chaque angle par deux contreforts à ressauts. Dans la partie supérieure il n'y a qu'un seul contrefort placé en diagonale surmonté d'un pinacle octogonal. Les quatre pinacles sont reliés par une balustrade en brique avec arcatures ajourées. Au-dessus s'élève une flèche octogonale.
La tour, haute de 61 mètres (hauteur de la tour carrée : 28 mètres, hauteur de la flèche octogonale : 33 mètres), a été construite en briques blanches du pays s'appelle De Witte torre (la tour Blanche).

## Mobilier

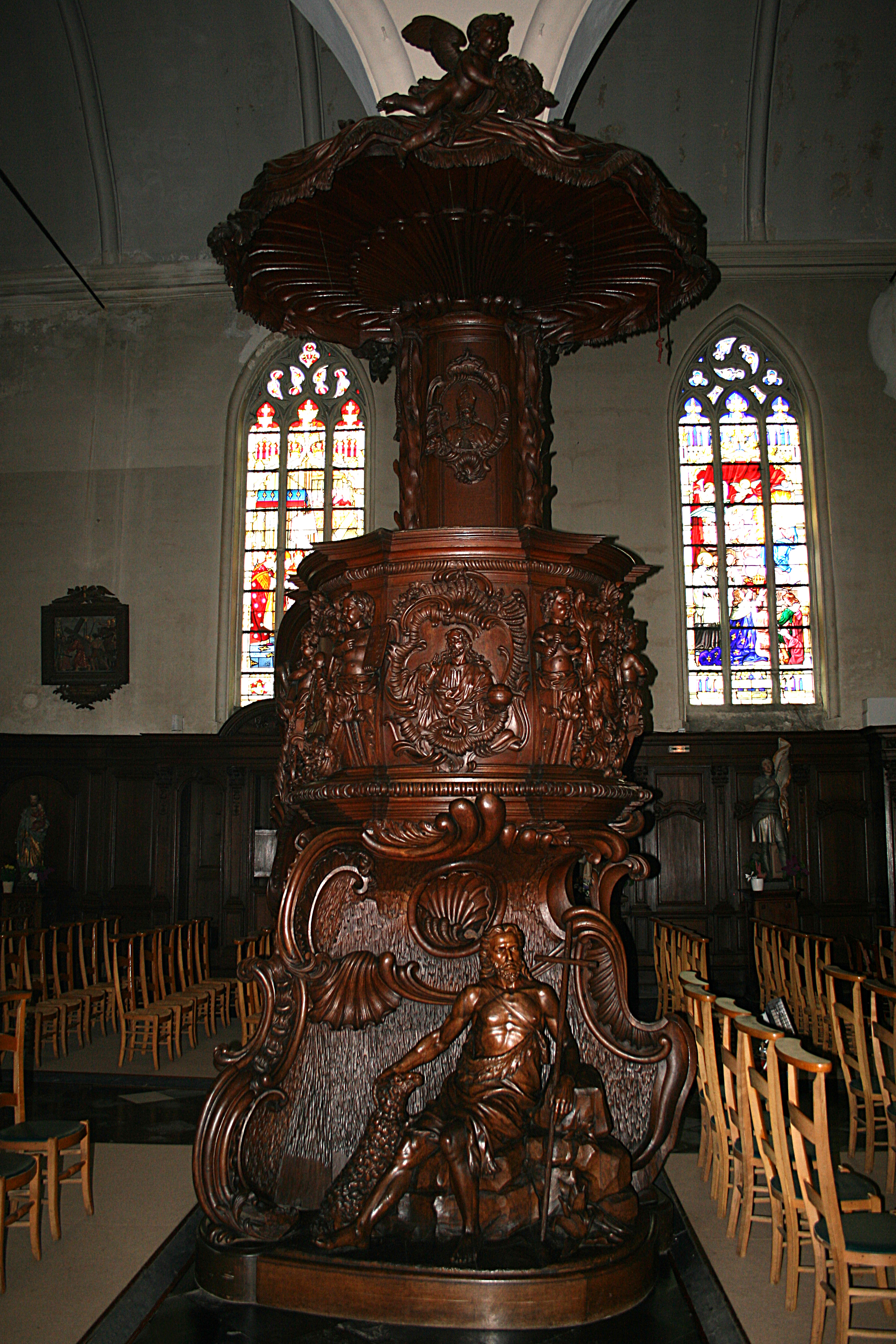
Chaire de 1755.

L'église possède un mobilier très complet du XVIIIe siècle.
Le maître-autel qui a été commandé en 1610 à Georges Hinckel, sculpteur à Ypres, n'existe plus, mais il reste quatre autels anciens :
- autel de la Vierge, de style Louis XV, élevé à la demande de Marie Bossaert, religieuse décédée en 1762,
- autel des Âmes, de style Louis XV. Il est décoré d'un tableau représentant la descente de l'Esprit Saint au milieu des apôtres, signé Geslenus Vroilynck, 1612. De part et d'autre se trouvent des statues représentant saint Crépin et saint Séverin.
- autel Notre-Dame-des-Douleurs,
- autel de Saint-Sébastien ou des Arbalétriers.

L'église est décorée de plusieurs tableaux peints par Vroilynck, franc maître à Bruges en 1620, mort à Hondschoote en 1635.
La chaire à prêcher porte la date de 1755. Elle a pu être commandée en 1753 grâce à un don de Judoc Coppens, seigneur de Hondschoote. Elle a été réalisée par Jean Elschoocq, sculpteur, et Josept Roose, ébéniste à Bergues.

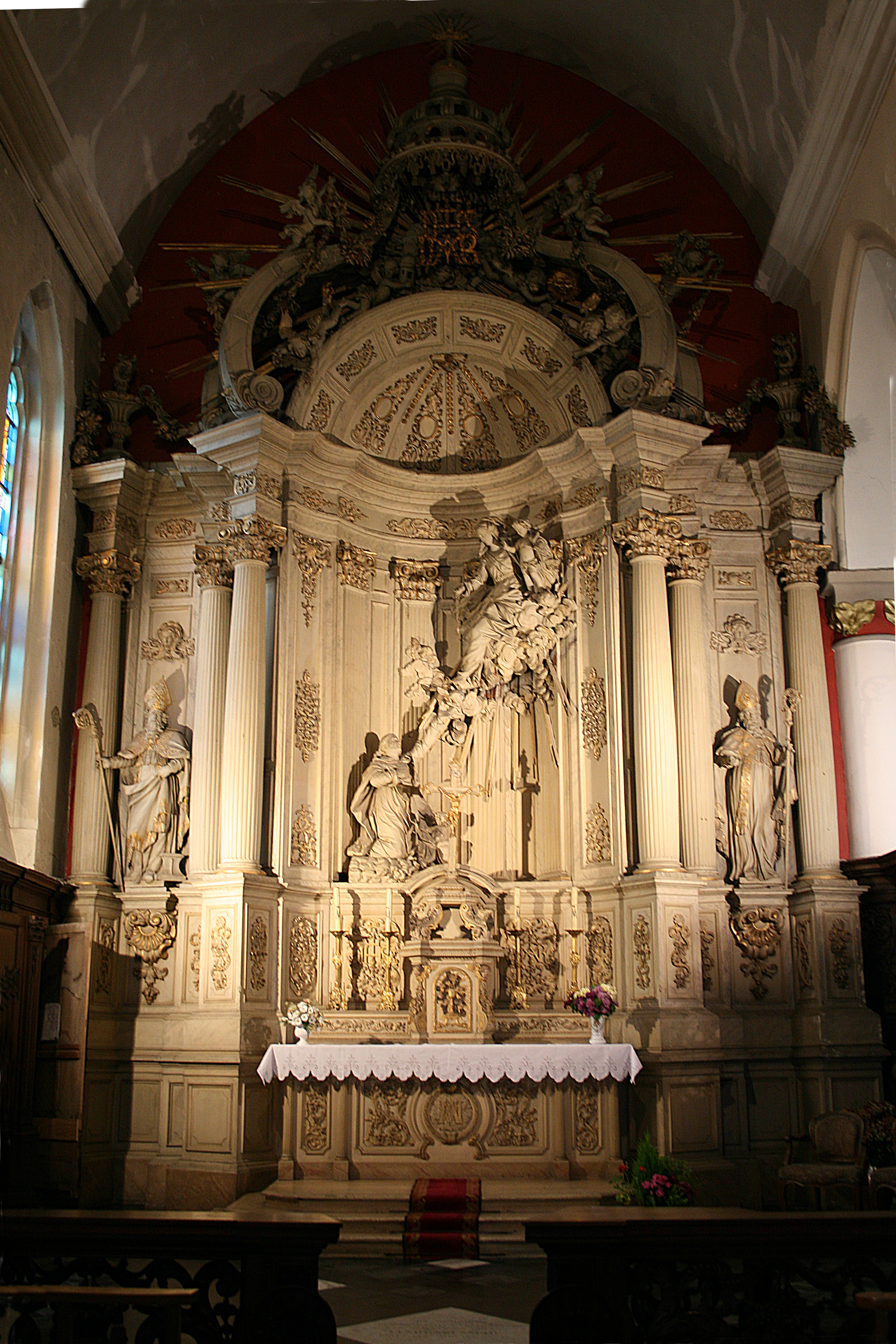
Autel de la Vierge. Retable représentant le don du Rosaire par la Vierge et l'Enfant Jésus à saint Dominique.
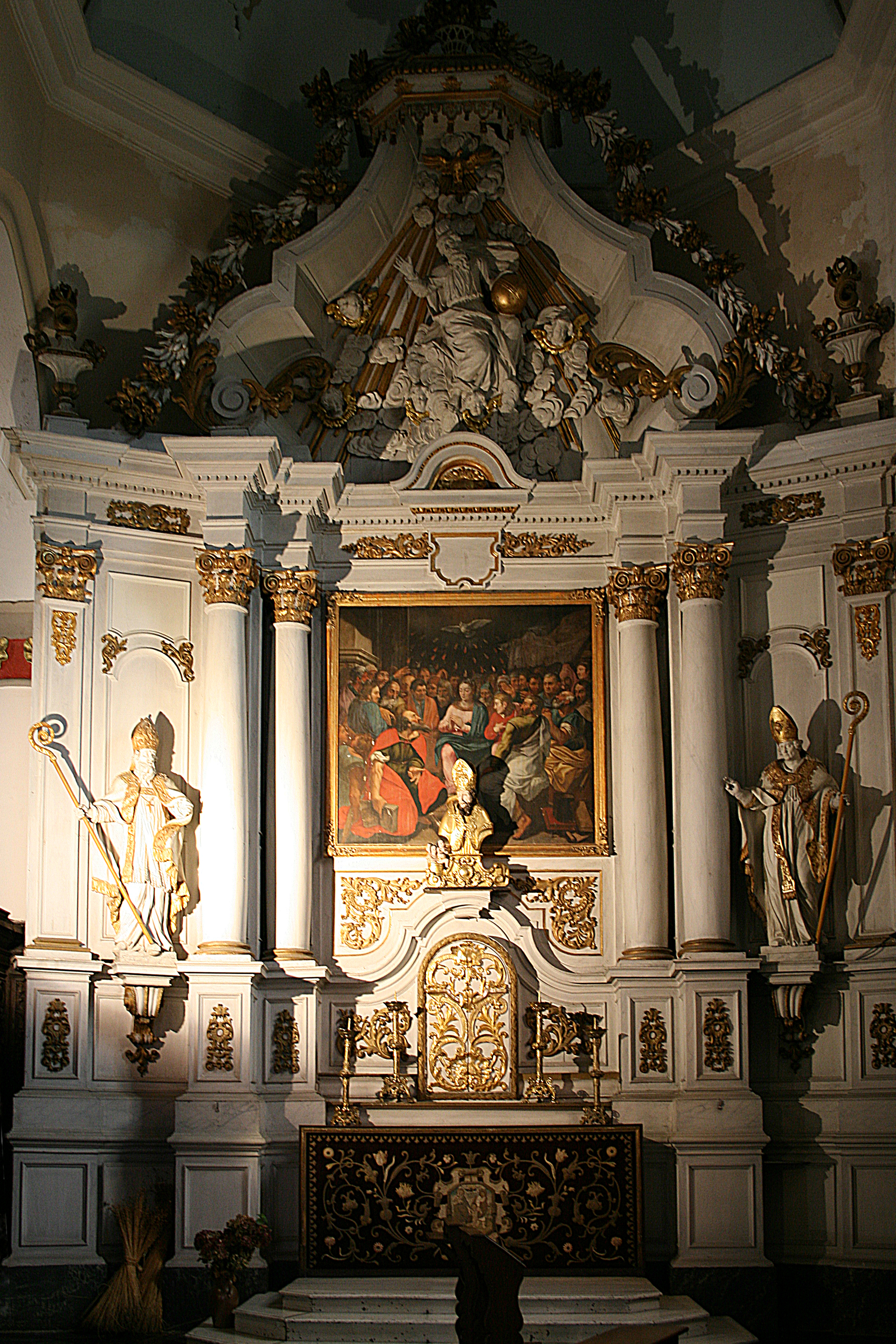
Autel du Saint-Esprit.
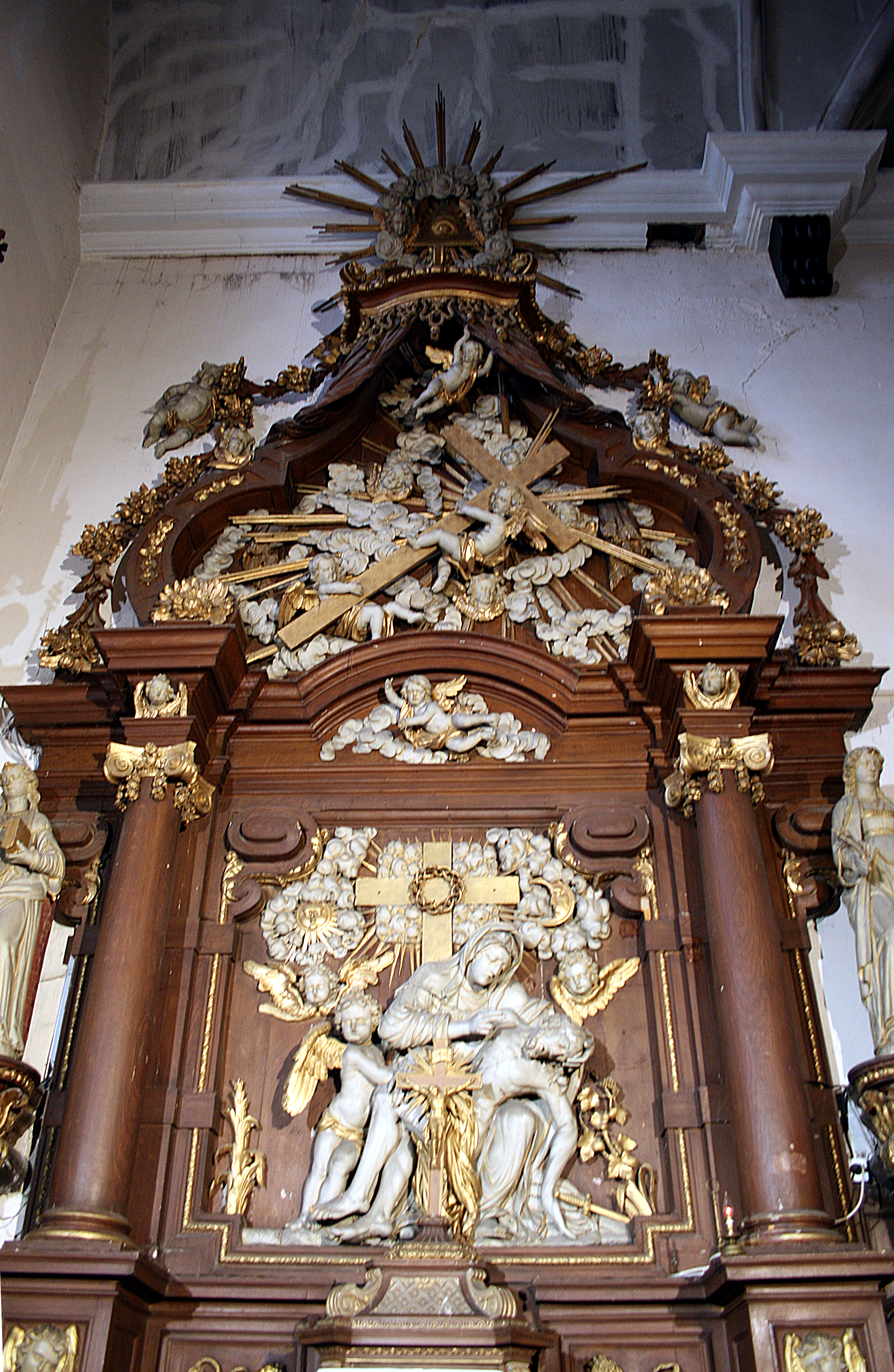
Autel Notre-Dame-des-Sept-Douleurs.
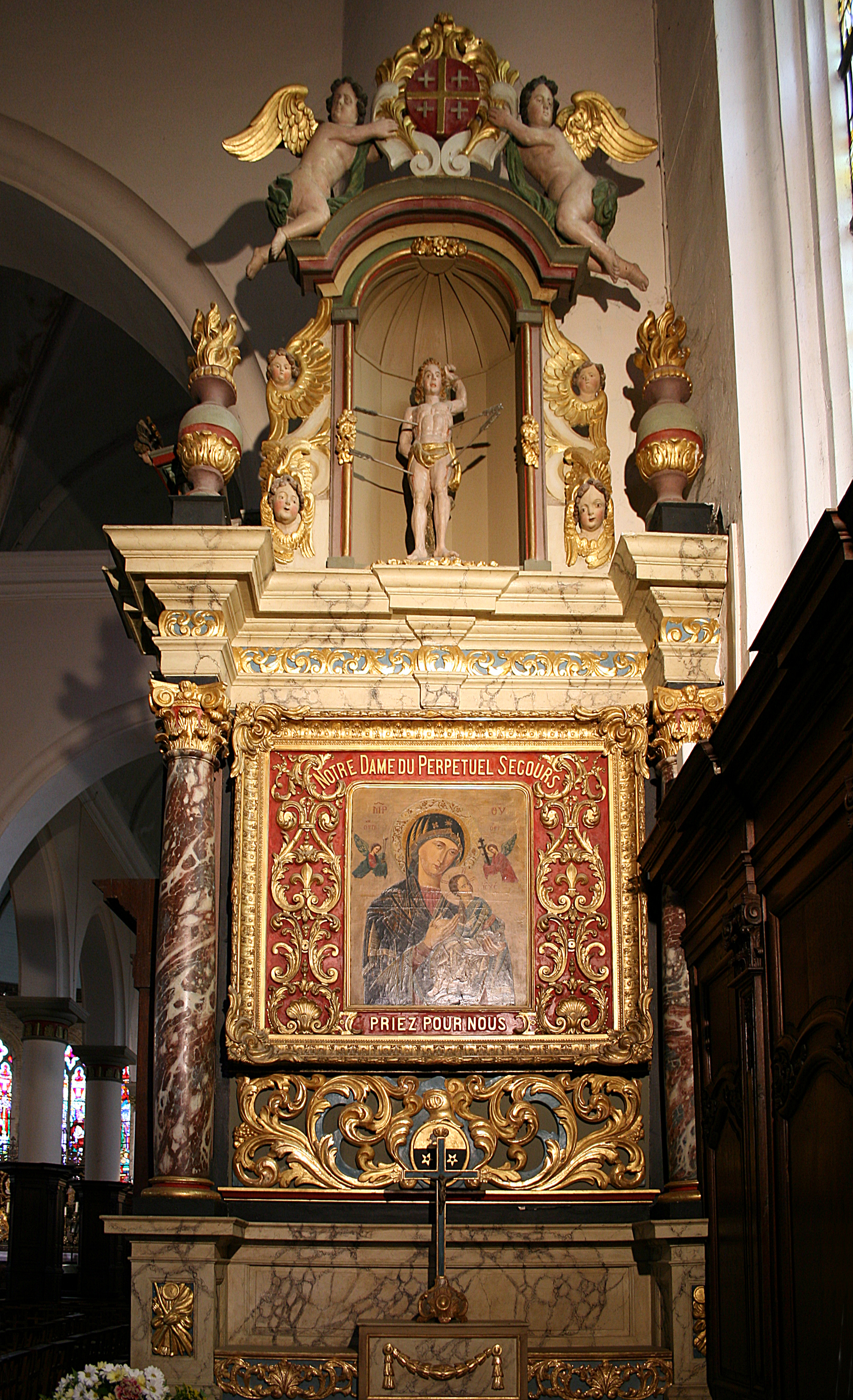
Autel de Saint-Sébastien.

Il est rapporté que l'architecte Paul Ridoux (1867-1920) a procédé à des travaux de décoration et de restauration sur  l'ouvrage.

## Vitraux
L'église est décorée de plusieurs vitraux réalisés par Charles Lorin en 1924.

## Orgue
Le positif de l'orgue porte la date de 1607. Le buffet d'orgue est réalisé entre 1611 et 1613 à trois artisans d'Ypres : Jean du Bois, Jooris Henckel et Urbain Taillebert. Le grand buffet a été remplacé en 1737 par Pierre Muys et Pierre Van Bouchorst, de Bergues.
L'orgue a été classé au titre objet le 22 mai 1874.